# Žarko Radovanović
Žarko Radovanović (Zenica, 1939) bosanskohercegovački i jugoslovenski је pravnik. Završio je Pravni fakultet Univerziteta u Sarajevu. Pravosudni ispit je položio 1966. godine. Nakon pripravničkog staža u Okružnom sudu u Sarajevu od 1967. godine te položenog pravosudnog ispita otvara svoju advokatsku kancelariju u Sarajevu u kojoj se prvenstveno bavio krivičnim i građanskim pravom sve do 1992. godine. U svojstvu branioca učestvovao je na poznatim bh. slučajevima te zastupao klijente po cijeloj bivšoj SFRJ. Od 1992. godine advokaturom se nastavio baviti u Beogradu. U više saziva bio je član Upravnog i Izvršnog odbora Advokatske komore BiH, te pomoćnik disciplinskog tužioca Advokatske komore BiH. Za sudiju Suda BiH imenovan je 1. februara 2003. godine.